# 巴拉杜沙佩乌
巴拉杜沙佩乌是巴西圣保罗州的一个市镇。总面积407.286平方公里，总人口5060人，人口密度12.4人/平方公里。